# A través del espejo (Lost)
A través del espejo (título original en inglés Through the Looking Glass) es el vigésimo segundo y último episodio de la tercera temporada de la serie de televisión Lost, de la cadena ABC, emitido originalmente el 23 de mayo de 2007 en Estados Unidos y Canadá. Fue escrito por el cocreador de la serie, Damon Lindelof, y por el productor ejecutivo Carlton Cuse, y dirigido por Jack Bender. Al igual que el final de la segunda temporada, «Live Together, Die Alone», tiene una duración proporcional a la de dos episodios normales, aunque en algunos países y en el DVD de la tercera temporada fue editado como dos individuales.
Su trama comienza el 20 de diciembre de 2004, noventa días después del accidente del vuelo 815 de Oceanic Airlines. La batalla entre los supervivientes del accidente y los habitantes de la isla, conocidos como los Otros, comienza con el ataque de diez de estos últimos contra el campamento de los supervivientes. Mientras tanto, Charlie Pace intenta desbloquear las comunicaciones de la isla para que Jack Shephard, que conduce a la mayoría de los supervivientes a una torre de radio, pueda contactar con el carguero de Naomi Dorrit para que les rescaten. Es el primer episodio de Lost en el que los guionistas utilizan el recurso del flashforward (mostrar hechos ocurridos en un tiempo futuro) en lugar del flashback (narrar hechos ocurridos en el pasado).
La emisión original del episodio reunió una audiencia media de 13,86 millones de espectadores y recibió buenos comentarios por parte de la crítica televisiva, además de conseguir una serie de premios y nominaciones, entre ellas tres a los premios Emmy y una a los premios concedidos por el Sindicato de directores de Estados Unidos.

## Trama

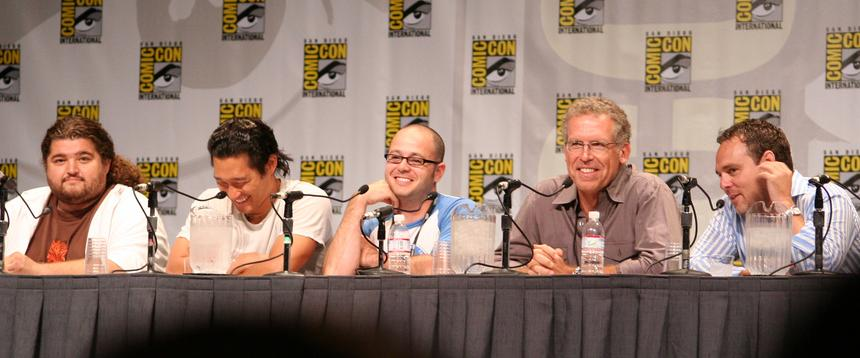
El encuentro de las actores en la serie Lost.

### En la isla
Todos los supervivientes están reunidos en la playa, excepto Charlie y Desmond, que han ido a la estación El Espejo con el objetivo de restablecer las comunicaciones de la isla. Jack y Sayid deciden que los supervivientes acompañen al primero a la torre de radio para poder contactar con el barco de Naomi, mientras que Sayid, Bernard y Jin se quedan para tender una trampa a los Otros.
Mientras tanto, Charlie ha sido apresado por dos miembros de los Otros que se encontraban en El Espejo, Bonnie y Greta, que le interrogan y golpean ante su negativa a hablar. Al final, Charlie las informa sobre la traición de Juliet, que le dio la localización de la estación, y entonces las dos mujeres entran en contacto con Ben. Este le ordena a Mikhail que vaya a la estación y arregle la situación.
Por la noche, los Otros llegan a la playa; Sayid y Bernard consiguen dispararle a la dinamita de las tiendas, que al explotar mata a siete de los Otros, pero Jin no da a su objetivo y los tres acaban siendo capturados. El resto de los supervivientes, ya de camino a la torre de radio, sospechan que algo marcha mal al oír tan solo dos explosiones de las tres que esperaban. Entonces, Sawyer decide regresar a la playa para averiguar lo ocurrido y Juliet se ofrece a acompañarlo. Jack le dice que tenga cuidado y ante ello, Juliet le besa. Poco después, Hurley alcanza a Juliet y Sawyer, pero este último, queriendo protegerle, le dice que no podría ayudarles y que solo molestaría debido a su forma física, así que Hurley se da la vuelta.
En la canoa sobre El Espejo, Desmond despierta y se da cuenta de que Charlie le ha golpeado y se ha ido sin él. En ese momento, Mikhail llega la playa y comienza a dispararle, haciendo que Desmond se tire al agua y bucee hacia la estación. Una vez dentro, Charlie le previene sobre las guardias y poco después de esconderse, Mikhail emerge también del agua. Sorprendido de ver a las dos mujeres, que se suponía que estaban en una misión en Canadá, Mikhail entra en la sala de comunicaciones y contacta con Ben. Este le dice que mate a Charlie para asegurarse de que las comunicaciones de la isla seguirán bloqueadas, y también a Bonnie y Greta para evitar que cuenten algo sobre la estación. 
De nuevo en la playa, Bernard confiesa la situación de los demás supervivientes ante la amenaza de los Otros de matar a Jin. Tom le informa a Ben por el walkie-talkie y este decide salir en busca de los supervivientes. Alex se ofrece a acompañarle y Ben acepta, para sorpresa de su hija.
En la fosa común de los miembros de Dharma, Locke, cada vez con peor estado, ha perdido el movimiento de sus piernas; al ver la pistola a su lado, intenta suicidarse, pero en ese momento aparece Walt en el borde de la fosa y le dice que se levante porque aún tiene trabajo que hacer.
Continuando con el camino hacia la torre de radio, los supervivientes se encuentran con Ben y Alex. Jack y Ben conversan apartados de los demás; Ben le exige que le entregue el teléfono de Naomi, a cambio de no matar a los tres hombres que ha dejado en la playa. Sin embargo, Jack, empeñado en abandonar por fin la isla, no acepta y Ben da la orden de ejecución. Entonces, Jack, furioso, le da una paliza y le lleva prisionero con los supervivientes.
Sawyer y Juliet llegan a la playa y, en ese momento, aparece Hurley con la furgoneta de Dharma que encontró en capítulos anteriores, atropellando a uno de los raptores y consiguiendo la distracción necesaria para que los demás se deshagan de los Otros.
En El Espejo, Mikhail dispara a las dos mujeres, pero, antes de que se dirija a por Charlie, Desmond sale de su escondite y le dispara a él con un arpón. Bonnie, que se encuentra muy malherida, les revela a Charlie y a Desmond que el código para apagar el equipo de la estación coincide con las notas musicales de Good Vibrations, una canción del grupo The Beach Boys. Mientras Desmond tapa los cadáveres y busca equipos de buceo para salir de la estación, Charlie introduce el código en el teclado, que apaga el equipo. Entonces el equipo recibe una transmisión entrante y Penny Widmore, la novia de Desmond, aparece en el monitor. Charlie consigue hablar con ella y la informa que está con Desmond, pero al hablar de Naomi, Penny le dice que no sabe quién es y que ella no ha enviado ningún barco. En ese preciso momento, Desmond se da cuenta de que el cuerpo de Mikhail no está y Charlie le ve buceando tras la ventana de la habitación en la que está, con una granada en la mano. Mikhail explota la granada, suicidándose y haciendo que la ventana se rompa. Charlie bloquea la puerta y la habitación se inunda, pero, antes de morir, consigue escribirse en la mano "No es el barco de Penny", advirtiendo así a Desmond del peligro.
Mientras, en la torre de radio, Jack recibe una llamada de Hurley por el walkie-talkie que llevaba Ben y le informa de que ha salvado a todos, incluyendo a Sayid, Bernand y Jin, que no habían sido asesinados en realidad. Apagado el mensaje que Rousseau grabó cuando llegó a la isla, el teléfono de Naomi funciona. En ese mismo momento, aparece Locke, completamente recuperado, y apuñala a Naomi por la espalda. Locke amenaza con disparar a Jack si utiliza el teléfono, pero él lo hace igualmente y Locke no cumple su amenaza. Un hombre contesta a la llamada de Jack y le dice que enseguida van a rescatarles.

### Flashforward
Desgreñado y deprimido, Jack va a bordo de un avión de Oceanic. Después de que la azafata le niegue otra copa, una esquela del periódico llama su atención y se guarda el trozo de papel. Más tarde, aparca su coche en el puente Sixth Street, relee el trozo de periódico y llora. Llama a un número de teléfono pero lo manda al buzón de voz y Jack, quebrado, no puede terminar de dar su mensaje. Luego, sale del auto, se sube a uno de los bordes del puente con la intención de tirarse y dice "Perdóname"; sin embargo, en ese momento, se produce un accidente de coche y Jack corre para salvar a las víctimas. En el hospital, Jack es visitado por Sarah (aún su contacto en caso de emergencias) y ella le pregunta si está bien y si estuvo tomando alcohol. Se muestra que Sarah está embarazada y cuando Jack le pide que lo lleve a casa, ella se rehúsa, diciendo que no sería apropiado. Tras esto, Jack y Sarah se despiden. Después, él acude a la habitación de la mujer que ha salvado e insiste en operarla él mismo, pero el doctor Hamill, el nuevo jefe de cirugía del hospital, se niega y lo manda a descansar. 
Poco después, Jack acude a la funeraria donde está la persona de la esquela. Al entrar se encuentra la sala vacía y el director de la funeraria le informa de que es la única persona que ha ido. A la pregunta de si es familiar o amigo, Jack responde que ninguna de las dos. Afligido, quiere abrir el féretro, pero no puede y se marcha. De vuelta al hospital, Jack trata de conseguir una dosis de oxicodona, pero en la farmacia le rechazan la receta por lo que busca en el hospital. El doctor Hamill (James Lesure) lo encuentra y le revela que la conductora del coche se estrelló después de ser distraída por Jack. Le ofrece ayuda, pero Jack la rechaza, diciendo que nadie puede ayudarlo. 
Ya en su casa, sólo y rodeado de mapas, Jack llama por teléfono y queda en encontrarse con alguien en el aeropuerto. Momentos después, a las afueras de este, un coche aparca junto al de Jack y Kate sale de él. Cuando le pregunta por su llamada, Jack le enseña la esquela del periódico, pero a ella no parece interesarle. Entonces Jack le cuenta que ha estado viajando mucho, usando el pase dorado que les dio Oceanic Airlines, porque quiere estrellarse de nuevo en la isla. Le dice que no quiere mentir más y que cometieron un error al irse de la isla. Entonces, Kate dice que se tiene que marchar porque "él" estará preguntándose dónde está, y mientras se sube al coche y se va, Jack le grita: "¡Tenemos que volver, Kate! ¡Tenemos que volver!".

## Producción

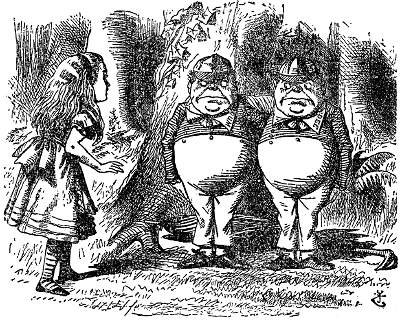
Representación de un pasaje de A través del espejo y lo que Alicia encontró allí, novela de Lewis Carroll a la que hace referencia el título del episodio.

El título del episodio hace alusión a la novela del escritor británico Lewis Carroll, A través del espejo y lo que Alicia encontró allí y, dentro de la ficción, hace referencia a la estación de la Iniciativa Dharma que fue encontrada en el episodio anterior, "Grandes éxitos". La grabación comenzó el día 13 de abril de 2007 y terminó el 7 de mayo del mismo año. La filmación se llevó a cabo en Oahu, Hawái, excepto algunas escenas adicionales que fueron grabadas en Los Ángeles. Las escenas del flashforward que ocurren en un hospital, fueron filmadas en los mismos decorados que se usan para la serie de la ABC Grey's Anatomy.
A pesar de no ser mencionados en el comunicado de prensa oficial para no arruinar la sorpresa, la actriz Sonya Walger, que interpreta a Penny Widmore, y el actor Malcolm David Kelley, que interpreta a Walt Lloyd, aparecen en el episodio como estrellas invitadas El personaje que interpreta Kelley había abandonado la isla en el episodio final de la segunda temporada, sólo 26 días antes de los acontecimientos de "A través del espejo". Kelley no había filmado ningún episodio desde entonces (más de un año) y su crecimiento es claramente visible en este episodio, a pesar de que se le grabó desde un ángulo bajo para disimularlo. Los productores tenían la esperanza de que Harold Perrineau, quien interpreta al padre de Walt, Michael Dawson, volvería en este episodio, pero estaba ocupado filmando el episodio piloto de la serie de la CBS, Demons. El personaje de Rob McElhenney, el Otro llamado Aldo, que había aparecido antes en el episodio "Not in Portland", es asesinado en "A través del espejo"; sin embargo McElhenney no aparece, ya que estaba ocupado con la serie It's Always Sunny in Philadelphia de FX. Damon Lindelof y Carlton Cuse prestaron sus voces para los personajes del capitán del vuelo y el presentador de las noticias, respectivamente.

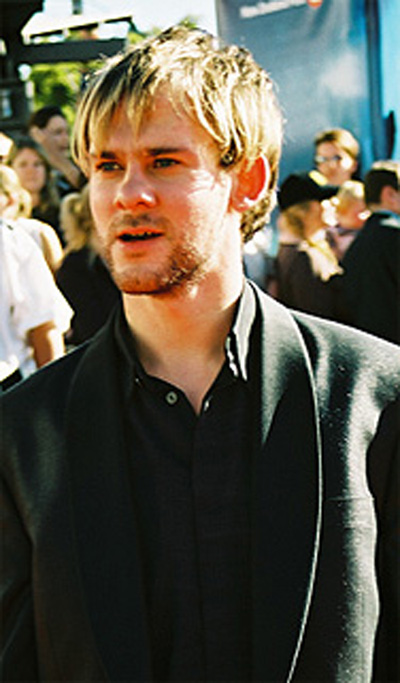
Dominic Monaghan hace en este episodio su última aparición como principal.

Este episodio concluyó la historia sobre la muerte de Charlie, que se inició a principios de la temporada, cuando Desmond la profetizó. A lo largo de la temporada, Charlie escapó de la muerte; sin embargo, Desmond le dijo que tenía que morir para que su novia Claire fuera rescatada de la isla. La historia de la muerte de Charlie fue concebida mientras se producía la última parte de la segunda temporada, después de que acabara la historia de su adicción a la heroína. La noticia de la muerte de su personaje le fue comunicada a Monaghan dos episodios antes. Se sintió aliviado por conocer el futuro de su trabajo en la serie, aunque tenía la esperanza de regresar como estrella invitada en flashbacks o sueños.

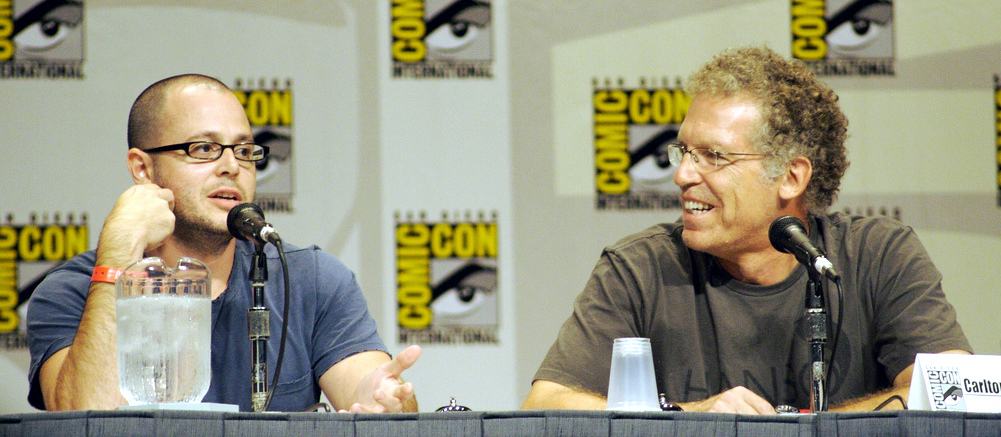
Los guionistas y productores ejecutivos Damon Lindelof y Carlton Cuse.

Al igual que en los demás finales de temporada de Lost, al cliffhanger de la escena final se le dio un nombre clave, "La serpiente en el buzón", y se mantuvo en alto secreto. Después de que Lindelof y Cuse escribieran la escena, sólo Matthew Fox, Evangeline Lilly, Jack Bender y el coproductor ejecutivo Jean Higgins tenían copias del guion. La escena fue filmada con una croma en un aparcamiento abandonado de Honolulu. A pesar de las medidas de seguridad, un completo y detallado resumen del episodio fue subido en internet unas semanas antes de que el episodio se emitiera. Disney investigó la filtración y supuso el silencio de Lindelof y Cuse sobre cualquier asunto relacionado con la trama de la serie, tan solo roto de forma temporal durante la Convención Internacional de Cómics de San Diego de San Diego de 2007. La funeraria a la que va Jack en el episodio se llama "Hoffs/Drawlar", que es un anagrama de "flashforward". La idea de usar flashforwards fue concebida por Lindelof y Abrams durante la concepción de la serie. Sin embargo, Cuse y Lindelof sólo comenzaron a desarrollar la idea al final de la primera temporada, después de que se dieran cuenta de que, a la larga, los flashbacks dejarían de ser reveladores. Con el anuncio de que la serie concluiría 48 episodios después de "A través del espejo", creyeron que era el momento de incluir los flashforwards en el final de la tercera temporada.
La posproducción del episodio se completó el 21 de mayo de 2007, sólo dos días antes de que se emitiera en la televisión. La banda sonora fue compuesta por el músico de series Michael Giacchino, aunque la música popular también destaca en todo el episodio: cuando Jack conduce hacia la funeraria, está escuchando Scentless Apprentice, de la banda Nirvana; el código que utiliza Charlie para desactivar el bloqueo en la estación submarina es la música de Good Vibrations, del grupo The Beach Boys. Charlie también canta una canción en el episodio que fue escrita por el propio actor, Monaghan.

## Emisiones y venta
Debido a que los episodios de final de temporada de Lost duran aproximadamente el doble de tiempo que un episodio normal, "A través del espejo" fue dividido en dos partes en algunos países y así aparece también en las posteriores publicaciones en DVD y blue-ray. A diferencia de la mayoría de los episodios, este no contaba con una recapitulación de lo ocurrido en los anteriores cuando se emitió por primera vez en Estados Unidos y Canadá el 23 de mayo de 2007, ya que fue precedido por un episodio recopilatorio de la tercera temporada completa, titulado "Lost: las respuestas".
Buena Vista Home Entertainment publicó "A través del espejo" en el DVD de la tercera temporada y en blu-ray el día 11 de diciembre de 2007 en la región 1. Un clip llamado "Lost: en el lugar de rodaje" presenta al elenco y al equipo discutiendo sobre la producción de los episodios elegidos, incluyendo a "A través del espejo". El episodio se volvió a emitir el 30 de enero de 2008 con pop-ups que aparecían en la parte inferior de la pantalla, de forma similar al programa Pop-up Videos de la cadena VH1. Estos pop-ups no fueron escritos por los guionistas de Lost debido a la  huelga de guionistas, sino por la empresa de marketing Met/Hodder. Esta edición mejorada tuvo una audiencia media de 8,54 millones de espectadores en Estados Unidos.

## Recepción

### Audiencia
En Estados Unidos, el episodio consiguió la mejor puntuación de Lost en quince episodios. Fue la cuarta serie más vista de la semana con un promedio de 13,86 millones de espectadores, aunque por debajo de la media de la tercera temporada, 14,6 millones. La primera hora fue vista por 12,67 millones y la audiencia aumentó a 15,04 millones en la segunda.
En España, en su emisión en abierto por La 2, la primera parte del episodio consiguió una audiencia de 932.000 espectadores,  y en la segunda parte subió a 955.000 espectadores.

### Crítica
El episodio recibió comentarios positivos por parte de los críticos. El periódico Los Angeles Times escribió que fue "un episodio inusual repleto de acción y sangrientas limpiezas generales que dejaron una multitud de personajes secundarios y uno principal, muertos". El tabloide Access Atlanta dijo que "Fue muy satisfactorio. La primera hora comenzó un poco lenta, pero en la segunda hora hubo grandes giros y maravillosos momentos emocionantes, tanto felices como tristes". La agencia de noticias Associated Press dijo que "el poder del episodio final de la temporada rescató a la serie con la astucia y la intriga que la hizo tan adictiva en su inicio". El San Francisco Chronicle escribió que "no sólo fue el ritmo rápido, las bromas tensas y las abundantes respuestas, los escritores tomaron una arriesgada apuesta. Contaron a los espectadores que en el futuro todos (o casi todos) los personajes de Lost se marchan de la isla. Consiguieron su deseo. Pero en Jack, nuestro guía a través de esta serie, los escritores dicen definitivamente: ten cuidado con lo que deseas." El Pittsburgh Post-Gazette comentó que el flashforward fue “un giro que dio un renovado impulso a la saga". The Boston Globe añadió que la muerte de Charlie fue "la pérdida más conmovedora de la serie hasta el momento". The Palm Beach Post y la revista Wizard lo calificaron como el mejor cliffhanger de 2007. El Chicago Tribune lo calificó como “un éxito”, con excelente ritmo y acción, aunque las escenas del flashforward, en su opinión, carecían de interés. La revista Time clasificó el episodio como el mejor de 2007 y la "serpiente en el buzón" como una de las diez mejores escenas de la televisión en 2007.
La web televisiva The Futon Critic otorgó al episodio el primer puesto en su lista anual de los "50 mejores episodios". La cadena de televisión E! dijo que "A través del espejo" era, posiblemente, "el mejor episodio de la historia de toda la serie". TV Guide dijo "espectacularmente producido, asombrosamente dirigido y gloriosamente interpretado, este audaz episodio restauró la reputación de Lost, después de un regular comienzo de temporada, como el mejor y más creativo drama de televisión". La página web de críticas IGN dio al episodio un 10, la mejor nota de toda la temporada, argumentando que fue "una obra maestra con un brillante ritmo narrativo". IGN concluiría con que el flashforward fue el "shock más grande" de la televisión del año 2007. La web BuddyTV alabó su imprevisibilidad, diciendo que "ninguna otra serie puede ni siquiera intentar hacer lo que hace Lost". Más tarde, BuddyTV calificaría a "A través del espejo" como el mejor final del año 2007 y la muerte de Charlie como la muerte más triste de la televisión en 2007. "A través del espejo" fue escogido por el editor de TV.com como el mejor episodio de 2007, y, actualmente, tiene el grado de "Magnífico" (en inglés, Superb), con una media de 9,6 sobre 10 (de 1558 votos). La web TV Squad de la empresa American Online le dio al episodio un 7 de nota y señaló que "los escritores llevaron hasta el final las premoniciones de Desmond y, exitosamente, sacaron el tan esperado cambio de juego". La revista Entertainment Weekly lo clasificó como uno de los diez mejores episodios de 2007, diciendo que el cliffhanger "reveló nuevas dimensiones del mundo creativo de Lost". El guion de Locke fue criticado, y uno de los escritores de IGN dijo que "parece irracional que fuera y apuñalara a esa mujer (Naomi) por detrás sin explicárselo a sí mismo". Damon Lindelof dijo "podríamos estar dispuestos a darle (a Locke) el beneficio de la duda por cualquier acción que tomó como respuesta, incluso si se consideró un poco "fuera de su carácter". El director y guionista de cine y televisión Kevin Smith dijo que "hacer tres temporadas y de repente lanzar una gran bola curva es tan dramáticamente satisfactorio, que debes quitarte el sombrero ante los guionistas”.

### Nominaciones y premios
El episodio fue nominado en las categorías de "Primetime Emmy a la mejor dirección en serie dramática", "Mejor guion en serie dramática" y "Mejor fotografía en una serie monocámara" de la 59ª edición de los Premios Primetime Emmy, pero no ganó ninguno de los premios. El final de la temporada fue presentado como consideración para el Emmy en la categoría de "Mejor serie dramática"; sin embargo, la serie no fue nominada. El director Jack Bender también fue nominado para el premio del Sindicato de Directores de América como "Mejor director en serie dramática" pero no ganó. "Lost" ganó cuatro premios "Gold Derby" otorgados por el periódico "Los Angeles Times", entre ellos el de "Episodio dramático del año" para "A través del espejo". El episodio también fue galardonado con tres premios Kristin's Tater Top: la muerte de Charlie ganó el "Mejor spoiler hecho realidad", el flashforward ganó "El spoiler más impactante", mientras que Rose Henderson ganó el de "Mejor frase" para "Si dices vivir juntos, morir solos, Jack, te doy un puñetazo en la cara".